# Попкович, Роман Семёнович
Рома́н Семёнович Попко́вич (26 января 1937, Верх-Чебула, Западно-Сибирский край — 12 июля 2019) — российский государственный и военный деятель, генерал-майор запаса, депутат Государственной Думы II созыва.

## Награды и звания
- Орден Мужества[2]
- Орден Почёта[3]
- Орден Красной Звезды
- Почётная грамота Правительства Российской Федерации (24 января 1997) —  за большой вклад в развитие демократических реформ в России и многолетний добросовестный труд[4]
- Почётный гражданин города Красногорска[3]
- Почётный строитель России
- другие награды